# Rob Dukes

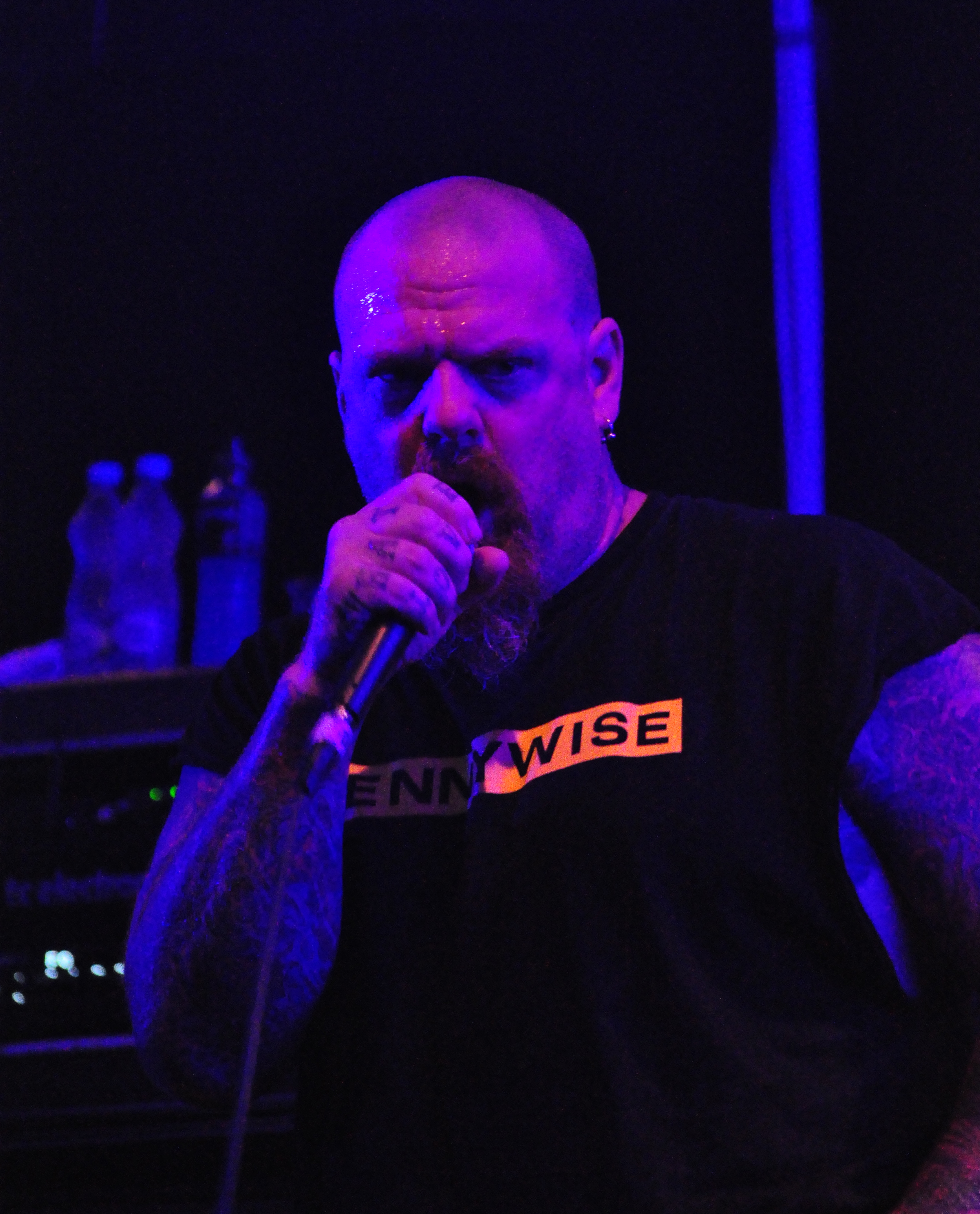
Rob Dukes mit Exodus 2012

Rob Dukes (* 8. März 1968) ist ein US-amerikanischer Sänger der Metal-Band Generation Kill und von 2004 bis 2014 sowie seit 2025 von Exodus.

## Werdegang
Dukes wurde in Florida geboren und zog später über den New Yorker Stadtteil Queens nach Nyack. Er bezeichnete seine Eltern als Hippies und wuchs mit der Musik von The Doors, Black Sabbath und Jimi Hendrix auf. Später entdeckte er den Punkrock und den Hardcore Punk für sich. Dukes sang in verschiedenen New Yorker Bands, ehe er nach Kalifornien zog und als Gitarrentechniker arbeitete. 
Nachdem sich die Band Exodus im Jahre 2004 von ihrem damaligen Sänger Steve Souza trennte wurde Dukes dessen Nachfolger. Mit Exodus spielte Dukes vier Studioalben und die Neueinspielung des Debütalbums ein. Im Juni 2014 trennte sich die Band von Dukes. Als Grund wurden Meinungsverschiedenheiten genannt. Dukes Nachfolger bei Exodus wurde sein Vorgänger Steve Souza.
Im Jahre 2008 gründete Dukes zusammen mit dem ehemaligen M.O.D.- und Pro-Pain-Bassisten Rob Moschetti die Band Generation Kill. Mit dieser Band veröffentlichte Dukes zwei Studioalben. Im Jahre 2010 steuerte Dukes auf dem Album The Evolution of Chaos von Heathen Hintergrundgesänge bei.
2025 trat er erneut die Nachfolge von Sänger Steve Souza bei Exodus an und stieß ein zweites Mal zur Band zurück.

## Diskografie
| - 2005: Shovel Headed Kill Machine - 2007: The Atrocity Exhibition – Exhibit A - 2008: Let There Be Blood - 2010: Exhibit B: The Human Condition | siehe Generation Kill#Diskografie |